# Heřmánky
Heřmánky (německy Klein Hermsdorf) jsou obec, která se nachází v okrese Nový Jičín v Moravskoslezském kraji. Žije zde 188 obyvatel.

## Obec Heřmánky
První písemná zmínka sahá až do roku 1362. Obec vždy patřila pod oderské panství a taktéž pod oderskou faru. Ke změně došlo až v roce 1781, kdy se Heřmánky začlenily pod faru ve Vésce. V letech 1781–1783 byl vystavěn kostel Neposkvrněného početí Panny Marie. V roce 1891 byla v obci zbudována železniční zastávka na nově vybudované trati ze Suchdolu nad Odrou do Budišova nad Budišovkou. Následně byl v Heřmánkách zbudován kamenolom, jehož majitelem byl samotný fojt Johann Hannel.
Dodnes je lom pojmenován po původním obyvateli. V roce 1879 byl založen sbor dobrovolných hasičů. Počátkem 20. století pak vznikl i zemědělský spolek.
Po roce 1918 došlo k ustanovení jednotného názvu obce Heřmánky, do této doby bylo užíváno několika názvů. Mezi pojmenování lze zahrnout Malé Heřmanice, Heřmaničky, Malé Heřmaničky a Klein Hermsdorf.
V roce 1990 se Heřmánky osamostatnily.

## Pamětihodnosti
- Kostel Neposkvrněného Početí Panny Marie
- Fojtství
- Pramen Jubiläums Quelle

## Obyvatelstvo

Věková struktura obyvatel obce Heřmánky roku 2011
Rodinný stav obyvatel obce Heřmánky roku 2011
Vzdělání obyvatel obce Heřmánky roku 2011